# Бароне, Симоне
Симо́не Баро́не (итал. Simone Barone; род. 30 апреля 1978, Ночера-Инферьоре) — итальянский футболист, полузащитник, чемпион мира 2006 года.

## Карьера
В 2004—2006 годах провёл 16 матчей и забил 1 мяч в составе сборной Италии. Дебютировал в сборной 18 февраля 2004 года в товарищеском матче с командой Чехии в Палермо (2:2). Единственный мяч за сборную забил 9 февраля 2005 года в Кальяри в товарищеском матче со сборной России (2:0).
В 2006 году, будучи игроком «Палермо», стал чемпионом мира в Германии, На чемпионате мира Бароне дважды выходил на замену — в матче группового этапа с Чехией (2:0) на 74-й минуте вместо Мауро Каморанези и в четвертьфинале с Украиной (3:0) на 68-й минуте вместо Андреа Пирло. Последний матч за сборную провёл 15 ноября 2006 года в Бергамо в товарищеском матче с Турцией (1:1).
После чемпионата мира 2006 перешёл в «Торино», а через 3 года — в «Кальяри».

## Государственные награды
- Офицер ордена «За заслуги перед Итальянской Республикой» (12 декабря 2006)

## Достижения
- Чемпион мира по футболу (1): 2006